# Consonante liquida
Le consonanti liquide, per ellissi dette anche liquide, sono una classe di consonanti composta da laterali come "l" e da rotiche come "r".

## Diffusione
Nelle lingue iberiche sono presenti i seguenti quattro fonemi: /l/, /ʎ/, /r/, /ɾ/. In alcune varianti della lingua portoghese, la quarta di classe liquida è una vibrata uvulare oppure una vibrata fricativa.
Il greco, l'italiano e il serbo-croato hanno le tre consonanti /l/, /ʎ/, /r/, le prime due laterali e l'ultima rotica. La lingua ceca utilizza due consonanti liquide, tramite le quali sono formulate espressioni di parole prive di vocali (come nello scioglilingua Strč prst skrz krk). La lingua romena ha una sonante laterale alveolare l ([l]) e una consonante vibrata alveolare r ([r]). In giapponese e coreano esiste una singola consonante liquida, che possiede un allofono di classe laterale, e una consonante rotica.
Le lingue polinesiane possiedono in genere una sola consonante liquida, di classe laterale oppure rotica. Le lingue oceaniche non polinesiane presentano una consonante laterale ed una rotica (/l/ e /r/).

Eccezione a questa regola sono la lingua araki, che ha tre consonanti liquide (/l/, /ɾ/, /r/), e la lingua Mwotlap, che possiede la sola /l/.

La lingua hiw ha la particolarità di avere il fonema /ᶢʟ/ come unica consonante liquida.

## Etimologia
Il grammatico Dionisio Trace impiegò la parola greca ὑγρός (trasl. hygrós, "umido") per descrivere i fonemi /l,r,m,n/ del greco classico.
Molti commentatori hanno ipotizzato che si riferisse all'effetto di "scivolamento" nella metrica quando esse erano la seconda lettera di un gruppo consonantico. Il latino liquidus ricalca questa parola greca, da cui è passato alla tradizione fonetica dell'Europa occidentale.